# 徳田村 (愛媛県)
徳田村（とくだむら）は愛媛県東予地方の桑村郡のち周桑郡にあった村である。1955年（昭和30年）に、丹原町との1町1村の合併により丹原町となり、自治体としては消滅した。丹原町は平成の市町村合併にて西条市、東予市、丹原町、小松町の合併により、西条市となり、現在に至っている。

## 地理
周桑平野（道前平野）の北西部、高縄山系南東麓に位置する。
河川
田滝川
村名の由来
不詳

## 歴史
近世
- 松山藩領。
- 元禄年間　得能から得能出作が分村。
- 貞享3年　得能村の渡部権太郎が幕府に越訴。家族ともども処刑される。

明治以降
- 昭和5年　得能地区の耕地整理。

### 村の沿革
- 1889年 （明治22年）- 町村制施行により桑村郡高知（こうち）、田滝（たたき）、古田（こた）、徳能（とくの）、徳能出作（とくのでさく）の5か村が合併し、桑村郡徳田村として発足。大字得能に役場をおく。
- 1897年（明治30年）4月1日 - 桑村郡が周敷郡と合併し、周桑郡の所属となる。
- 1955年（昭和30年）4月25日 - 丹原町と合併して周桑郡丹原町となり、徳田村は自治体としては消滅。

```
徳田村の系譜
（町村制実施以前の村）　（明治期）　　　　　（昭和の合併）　　　　　（平成の合併）
　　　　　　　　　　　　町村制施行時　　　　え
　　　　　　　　　　桜樹村━━━━━━━┓　┃
　　　　　　　　　　中川村━━━━━━━┻━┫
　　　　　　　　　　　　　　　　　　　　う　┃
　　　　　　　　　　田野村━━━━━━━━━┫昭和31年9月1日
　　　　　　　　　　　　　　　あ　　　　　　┃ 合併
　　　　　　　　　　福岡村━━丹原町━┳━━┻┳━━━━━━━━┓
得能出作━━━┓　　　　　　　　　　　┃い　　┃お　　　　　　　┃
得能　━━━━╋━━徳田村━━━━━━┛　　　　　　　　　　　　┃
古田　━━━━┫　　　　　　　　　　　　　　　　　　　　　　　　┃
田滝　━━━━┫　　　　　　　　　　　　　　　　　　　　　　　　┃
高知　━━━━┛　　　　　　　　　　　　　　　　　　　　　　　　┃
　　　　　　　　　　　　　　　　　　　　　　　　　　　　　　　　┃平成16年11月1日
　　　　　　　　　　　　　　　　　　　　　　　　　　　　　　　　┃新設合併、新・西条市発足
　　　　　　　　　　　　　　　　　　　　　　　　　西条市━━━━╋━━西条市
　　　　　　　　　　　　　　　　　　　　　　　　　東予市━━━━┫
　　　　　　　　　　　　　　　　　　　　　　　　　小松町━━━━┛

あ　大正2年12月13日　丹原町、町制施行
い　昭和30年4月25日 丹原町・徳田村が合併し丹原町に
う　昭和30年7月20日 中川村・桜樹が合併し中川村に
え　昭和31年9月1日 中川村のうち大字滑川、大字明河字九騎及び大字明河字海上の区域が温泉郡川内村へ編入
お　昭和31年9月30日 大字明河字塩獄の区域が温泉郡川内村へ編入

（注記）徳田村以外の合併以前の系譜はそれぞれの市町村の記事を参照のこと。

```

## 地域
合併・発足時の5つの旧村がそのまま大字を形成し、丹原町になっても引き継がれた。
得能出作（とくのでさく、又はとくのうでさく）、得能（とくの、又はとくのう）、古田（こた）、田滝（たたき）、高知（こうち）
平成の大合併により西条市の一部となった現在では、地名表記は西条市に「丹原町」を続け、大字は省く。
例 西条市丹原町得能

## 産業
米、麦のほか、スイカ、ウンシュウミカン、カキ、ナシ、モモ、桑、櫨などを産した。また養蚕も盛んであった。

## 名所
- 西山興隆寺 - 紅葉で知られる。